# Општина Сухаја (Телеорман)
Сухаја (рум. Suhaia) општина је у Румунији у округу Телеорман.
Oпштина се налази на надморској висини од 84 m.